# Систер, Владимир Григорьевич
Владимир Григорьевич Систер (10 января 1945, Горловка, Сталинская область — 21 марта 2023) — советский и российский химик, специалист в области химии и технологии неорганических материалов, префект Северо-Восточного административного округа Москвы (1991—2000), член-корреспондент РАН (2003).

## Биография
Родился 10 января 1945 года в городе Горловке Сталинской области Украинской ССР.

### Образование
В 1967 году окончил Днепропетровский химико-технологический институт, специальность «Химическое машиностроение и аппаратостроение».
В 1975 году защитил кандидатскую диссертацию. В 1994 году защитил докторскую диссертацию. В 1995 году присвоено учёное звание профессора. В 2003 году избран членом-корреспондентом РАН.

### Трудовая деятельность
С 1962 по 1963 годы — лаборант Ново-Кемеровского химического комбината (Кемерово). С 1968 по 1969 годы — научный сотрудник Киевского филиала Института хлорной промышленности (Киев). С 1969 по 1976 годы — аспирант, старший инженер Государственного горного института азотной промышленности (Москва).
С 1976 по 1986 годы — заведующий сектором ВНИИКомплект. С 1986 по 1991 годы — старший научный сотрудник, начальник научно-исследовательского сектора НИИХИММАШ Министерства химического и нефтяного машиностроения.
С апреля по сентябрь 1991 года — председатель Кировского районного Совета народных депутатов города Москвы. С 1991 по 2000 годы — префект Северо-Восточного административного округа Москвы, член Правительства Москвы. С 2000 по 2007 годы — генеральный директор АО «Московский комитет по науке и технологиям» (МКНТ).
С мая 2015 года по 2022 год — член Совета директоров ПАО «Акрон».
Скончался 21 марта 2023 года на 79-м году жизни. Похоронен на Волковском кладбище в Мытищах (участок 12).

## Научная деятельность
Специалист в области химии и технологии неорганических материалов.
Выполнил фундаментальные исследования по гидродинамической устойчивости и тепломассообмену газожидкостных систем, в том числе с наложением ультразвуковых колебаний и электрического поля.
При его участии разработан ряд новых передовых технологий в химической промышленности (аммиачная селитра, азотная кислота, аммиак, метанол и др.), в альтернативной энергетике и в сфере физико-химических методов и аппаратов экологической безопасности.
С 2007 года и до своей смерти — основатель и заведующий кафедрой «Инженерная экология городского хозяйства», директор научно-исследовательского института «Технологические процессы и оборудование альтернативной энергетики».
Автор и соавтор более 370 научных работ, из них 8 монографий, 11 учебников и учебных пособий, 42 авторских свидетельств и патентов.
Член редколлегий научных журналов, в том числе «Химическая технология», «Технология живых систем», председатель секции «Процессы и аппараты химической технологии» научного Совета РАН НОХТ.
- Систер В. Г., Родионов А. И., Клушин В. Н. Технологические процессы экологической безопасности (основы энвайронменталистики) (учебник). Калуга: Изд. Бочкаревой, 1999, С.800.
- Систер В. Г., Мартынов Ю. В. Принципы повышения эффективности тепломассообменых процессов. Калуга: Изд. Н. Бочкаревой, 1998, С.520.
- Систер В. Г., Дильман В. В., Полянин А. Д., Вязьмин В. А. Комбинированные методы химической технологии и экологии. Калуга: Изд. Н. Бочкаревой,1999, С.335.
- Систер В. Г., Мирный А. Н., Скворцов Л. С., Абрамов Н. Ф., Никогосов Х. Н. Твердые бытовые отходы (сбор, транспорт и обезвреживание) (справочник). М.: Акад. коммун. хоз-ва им. К. Д. Памфилова, 2001, С.319.
- Систер В. Г., Лужков Ю. М., Пантелеев Е. А., Миндели Л. Э., Рототаев Д. А., Ушаков А. Б., Цыганов Д. И. Наука Москвы. Аналит.-стат. сб./Центр исследований проблем развития науки РАН. — М.: Наука, 2002—640 с.
- Систер В. Г., Мирный А. Н. Современные технологии обезвреживания и утилизации твердых бытовых отходов. М.: Акад. коммун. хоз-ва им. им. К. Д. Памфилова, 2003, С. 303.
- Систер В. Г. Химико-термические технологии переработки твердых бытовых отходов. М.: ФГУП ВИМИ, 2003, С.80.
- Систер В. Г., Котов С. В., Попов А. А., Рыжнев В. Ю., Сергеев С. К., Цветков Г. М. Экоаналитические технологии. М.: ИРИДИУМ МЕДИА групп, 2004, С. 312.
- Систер В. Г., Ю. В. Росляк, И. М. Рукина, Н. Н. Евтихиев и др. Реорганизация производственных территорий города Москвы: экономические, организационные и градостроительные аспекты. Ин-т региональных экономических исследований. — М.: ЗАО «Изд. „Экономика“, 2005. — С. 399.
- Систер В. Г., Бурак П. И., Росляк Ю. В., Рождественская И. А., Ануприенко В. Ю. и др. Основы экономики столичного магаполиса». М.: ЗАО "Издательство «Экономика», 2006, С. 575.
- Систер В. Г., Клушин В. Н., Родионов А. И. Переработка и обезвреживание осадков и шламов. Калуга: Изд. Н. Бочкаревой, 2007, С.234.
- Систер В. Г., Николайкина Н. Е. Атмосфера городов. Нормирование и расчет выбросов загрязняющих веществ (учебное пособие). М.: МГАХМ, 1997, С.168.
- Систер В. Г., Николайкина Н. Е. Расчет вредных выбросов в атмосферу коммунальных, транспортных и промышленных предприятий (учеб. метод. указание). М.: МГАХМ, 1997, С.36.
- Систер В. Г., Муштаев В. А., Тимонин А. С. Экология и техника сушки дисперсных материалов (учебное пособие). Калуга: Изд. Бочкаревой, 1999, С. 670.
- Систер В. Г., Николайкина Н. Е. Техника и технология защиты окружающей среды (учебное пособие). М.: МГУИЭ, 2001, С.144.
- Систер В. Г. Теплообменные процессы в пористых телах (учебное пособие). М.: МГУИЭ, 2002, С. 32.
- Систер В. Г. Гидродинамика винтового канала (учебное пособие). М.: МГУИЭ, 2003, С.22.
- Систер В. Г. Сепарация в винтовом канале (учебное пособие). М.: МГУИЭ, 2003, С.24.
- Систер В. Г., Мирный А. Н., Гюнтер Л. И. Экологические проблемы мегаполисов (учебное пособие). М.: АКХ им. К. Д. Памфилова, 2004, С. 432.
- Систер В. Г., Немчинов М. В., Силкин В. В. Охрана окружающей природной среды при проектировании и строительстве автомобильных дорог (учебное пособие). М.: Изд. Ассоц. строит. вузов, 2004, С. 240.
- Систер В. Г., Корецкий В. Е. Инженерно-экологическая защита водной системы северного мегаполиса в зимний период (учебное пособие). М.: МГУИЭ, 2004, С. 190.
- Систер В. Г., Иванникова Е. М., Порев И. А., Логачева Л. М. Методические рекомендации по определению кинематической вязкости и расчету динамической вязкости жидких топлив. М.: ГНУ ВИЭСХ, 2009, с. 36.
- Систер В. Г., Иванникова Е. М., Порев И. А., Логачева Л. М. Методические рекомендации по определению фракционного состава жидких топлив. М.: ГНУ ВИЭСХ, 2009, с. 28.

## Награды
- Почётная грамота Правительства Российской Федерации (1999)[7]
- Орден Дружбы (1997)[8]
- Медаль «Защитнику свободной России» (1993)[9]
- Почётный деятель науки и техники города Москвы[10]
- Орден Почёта (2020)[11]